# Grupo Desportivo Fundação Jorge Antunes
Il Grupo Desportivo Fundação Jorge Antunes è stata una società portoghese di calcio a 5 con sede a Vizela.

## Storia
Nel palmarès della società figurano due Coppe del Portogallo, vinte nelle stagioni 2000-01 e 2001-02.

## Palmarès
- 2 Taça de Portugal de Futsal: 2000-01, 2001-02